# Matador Records
Pour les articles homonymes, voir Matador (homonymie).
Matador Records est un label indépendant lancé par Chris Lombardi dans son appartement newyorkais en 1989. L'année suivante, il est rejoint par l'ancien manager de Homestead Records, Gerard Cosloy ; leur collaboration se poursuit jusqu'à ce jour.
En 1993, le label commence un partenariat avec Atlantic Records qui durera une paire d'années. En 1996, Capitol rachète Matador à hauteur de 49 %, mais Lombardi et Cosloy le rachètent en 1999. Le label est copossédé depuis 2002 avec le groupe Beggars Group, et opère à présent aussi bien à New York qu'à  Londres.
Il est réputé pour la publication de bon nombre de musiciens et groupes respectés de rock indépendant.

## Artistes produits
| - 2 Foot Flame - Aereogramme - Arab Strap - Arsonists - Bardo Pond - MC Paul Barman - Belle and Sebastian - Car Seat Headrest - Cat Power - The Cave Singers - Chavez - Circle X - Clean - Console - Cornelius - Couch - DARKSIDE - Graeme Downes - D-Stroy | - Mark Eitzel - The Fall - Guided by Voices - Richard Hell - Horsegirl - Interpol - Jega - Julian Plenti - Khan - David Kilgour - Large Professor - Lesser - Stephen Malkmus - Matmos - Mogwai - Modest Mouse - Mount Florida - Mr Len - Perfume Genius | - Preston school of industry - Queens of the Stone Age - Quick Space - Sad Rockets - The Soft Boys - Solex - Sonic Youth - Jon Spencer Blues Explosion - Snail Mail - Spoon - Sportsguitar - Superchunk - Techno Animal - Teenage Fanclub - Ted Leo and the Pharmacists - Times New Viking - Mary Timony - Mdou Moctar - Kurt Vile - The Wisdom of Harry - Yo La Tengo - Thalia Zedek |